# Adolf Krazer (Mathematiker)

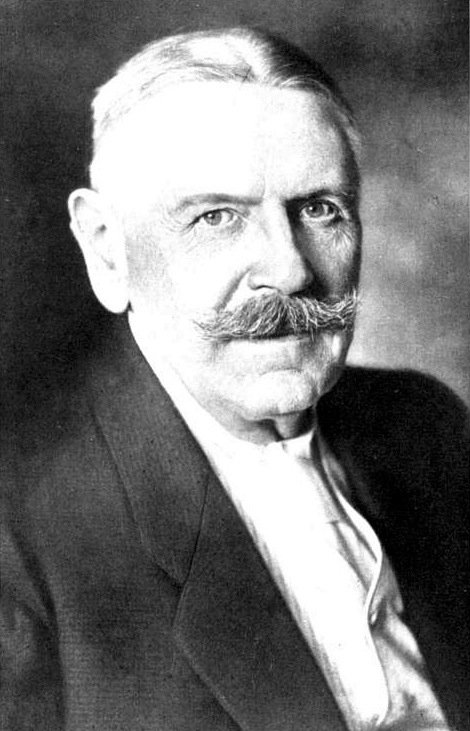
Adolf Krazer

Adolf Krazer (* 15. April 1858 in Zusmarshausen; † 7. August 1926 in Karlsruhe) war ein deutscher Mathematiker und Hochschullehrer. 

## Leben
Krazer war Sohn eines Notars. In Dillingen an der Donau besuchte er das spätere Johann-Michael-Sailer-Gymnasium. Nach dem Abitur studierte er an der Kaiser-Wilhelms-Universität Straßburg. 1877 wurde er im Corps Rhenania Straßburg aktiv. 1878 gehörte er zu den Stiftern von Suevia Straßburg. Bei dem dritten Straßburger Corps war er weitere drei Semester aktiv.  (u. a. bei Theodor Reye und Elwin Bruno Christoffel) Mathematik, Astronomie und Physik, 1878/79 in Leipzig (u. a. bei dem Astronomen Karl Christian Bruhns) und ab 1879 in Würzburg bei Friedrich Prym, einem Schüler von Bernhard Riemann, wo er 1881 promoviert wurde (Theorie der zweifach unendlichen Thetareihen auf Grund der Riemannschen Thetaformel) und mit dem er über die Theorie der Thetafunktionen arbeitete (von einem gemeinsamen Buchprojekt erschien nur 1882 ein Teil). Danach studierte er noch in Berlin bei Karl Weierstraß und Leopold Kronecker und in Leipzig bei Felix Klein. 1883 habilitierte er sich in Würzburg, wo er Privatdozent wurde. 1889 wurde er Professor in Straßburg und, nach der Veröffentlichung seines Buches über Thetafunktionen, 1902 an der TH Karlsruhe, wo er zweimal Rektor war. Er verfasste auch den Artikel Abelsche Funktionen (mit Wilhelm Wirtinger) in der Enzyklopädie der mathematischen Wissenschaften 1920 und beteiligte sich an der Herausgabe von Leonhard Eulers Opera Omnia (insgesamt an sechs Bänden).
Verheiratet war er seit 1886 mit der Witwe des Würzburg Bürgermeisters, der Hofapotheker-Tochter Euphemie von Sippel, die 1901 verstarb.

## Ehrungen
- Ehrenmitglied des Corps Rhenania Straßburg
- Wahl in die Deutsche Akademie der Naturforscher Leopoldina (1889)[2]
- Außerordentliches Mitglied der Heidelberger Akademie der Wissenschaften (1909)[3]